# CF Brăila în sezonul 1974-1975

## Echipă
| Nr. |         | Poziție | Jucător               |
| --- | ------- | ------- | --------------------- |
| -   | România | P       | Șerban Trofin         |
| -   | România | P       | Niculescu             |
| -   | România | F       | Gheorghiță            |
| -   | România | F       | Ilie Trifina          |
| -   | România | F       | Nicolae Tilihoi       |
| -   | România | F       | Cristache             |
| -   | România | F       | Gașpar                |
| -   | România | F       | Simion                |
| -   | România | M       | Lică Luca             |
| -   | România | M       | Constantin            |
| -   | România | M       | Constantin Năsturescu |
| -   | România | M       | Nicolae Pascu         |
| -   | România | M       | Ion Prepurgel         |
| -   | România | M       | Ionel Iuga            |
| -   | România | A       | Radu Dan              |
| -   | România | A       | Ilie Rontea           |
| -   | România | A       | Grigore Traian        |
| -   | România | A       | Georgel Ologu         |
| -   | România | A       | Dumitru Bulancea      |

## Transferuri

### Sosiri
| Post | Jucător               | De la echipa     | Sumă de transfer  | Dată |  | ---- |
| ---- | --------------------- | ---------------- | ----------------- | ---- |  | ---- |
| M    | Ion Prepurgel         | FC Argeș Pitești | liber de contract | -    |  |      |
| P    | Spiridon Niculescu    | FC Argeș Pitești | liber de contract | -    |  |      |
| A    | Constantin Năsturescu | Rapid București  | liber de contract | -    |  |      |

### Plecări
| Post | Jucător | De la echipa | Sumă de transfer | Dată |  | ---- |
| ---- | ------- | ------------ | ---------------- | ---- |  | ---- |